# Laurence Harlé
Pour les articles homonymes, voir Harlé.
Laurence Harlé, née le 15 avril 1949 à Paris 8e et morte le 4 juin 2005 à Paris 15e, est une scénariste de bande dessinée française. Elle est surtout connue pour avoir créé avec le dessinateur Michel Blanc-Dumont la série de western Jonathan Cartland.

## Biographie
Laurence Harlé naît le 15 avril 1949 dans le 8e arrondissement de Paris, fille d'Alfred Ferreux, journaliste et secrétaire de plusieurs sénateurs communistes, et d'Huguette Marquand-Ferreux, cinéaste et directrice de l'IDHEC. Par sa mère, elle est la nièce de Nadine Trintignant et de Serge et Christian Marquand.
Elle s'intéresse d'abord au montage et à la réalisation cinématographique en effectuant des stages dans le domaine.
En 1973, avec le dessinateur Michel Blanc-Dumont, elle crée Jonathan Cartland dans le mensuel Lucky Luke, puis dans Pilote et Charlie Mensuel. L'épopée de ce trappeur pacifique devenu éclaireur de l'armée américaine après l'assassinat de son épouse s'achève en 1995 avec la parution du dixième album de la série,, Les Repères du Diable.
Laurence Harlé scénarise aussi Reste-t-il du miel pour le thé ? (dessin de Patrick Lesueur), La Cavalerie américaine (dessin de Jean Marcellin) ou encore Les Yeux de cendre (dessin de Rémy Brenot). Elle adapte par ailleurs des extraits de romans célèbres pour le mensuel Je bouquine. En 1988, Les Survivants de l'ombre, tome 8 de la série Jonathan Cartland, dessiné par Michel Blanc-Dumont, remporte l'Alph-art du meilleur album français.
À partir de 1988, elle collabore à l'émission Panorama de France Culture. Elle est également chroniqueuse pour le mensuel (À suivre), écrit pour le cinéma et la télévision, et fait partie de la commission BD du Centre national du livre de 1999 à 2002.
Laurence Harlé meurt d'un cancer le 4 juin 2005 dans le 15e arrondissement de Paris.

### Vie familiale
À 20 ans, elle épouse le styliste Nicolas Harlé avec qui elle aura trois enfants.

## Distinctions
- 1984 :  Prix du meilleur scénario au festival d'Hyères pour Silver Canyon
- 1988 :  Alph-Art du meilleur album français pour Jonathan Cartland, t. 8 : Les Survivants de l'ombre (avec Michel Blanc-Dumont)
- 2001 : prix Jacques Lob